# 迪·布朗 (1984年)
迪·布朗（英語：Dee Brown，1984年8月17日—），美國籃球運動員。畢業於伊利諾伊大學，參加2006年NBA選秀被猶他爵士隊以第二轮第46顺位選中。

## 大學時代

### 新生時期
布朗於伊利諾伊大學籃球隊第一年已經於32場比賽中的31場擔任正選。他在十大聯盟的比賽中每場有4.9個助攻及1.9個抄截。僅次於其隊友迪朗·威廉士。他們二人合力幫助球隊於十大聯盟奪得第2名。

### 二年生時期
在第二年，布朗與德隆·威廉士輪流擔任得分後衛及控球後衛。而他們皆是球隊的正選球員。場均得分13.3分、助攻4.5次(隊中僅次於德隆·威廉士。他們幫助球隊於十大聯盟於以13勝3負完成賽季。而且自1952年後首次奪得冠軍。
在2004年NCAA籃球賽中。布朗協助球隊於首輪以72:53淘汰Murray State。次輪面對University of Cincinnati，布朗獲得14、8助攻協助球隊以92-68擊敗對手。在準決賽中終以62:72敗於杜克大學。

### 第三年
在2004年-2005年球季，布朗、威廉士、盧瑟·海德皆成為伊利諾伊大學三大後衛。以37勝2負的成績完成球季。在NCAA籃球賽中排名第2。
本來布朗、威廉士、海德準備一同參加2005年NBA選秀。但布朗於訓練營中受傷，結果不能參加選秀會。結果德隆·威廉士於首輪第3種子被猶他爵士隊選中成為探花。而盧瑟·海德則於首輪第24位被休斯頓火箭選中。布朗則重回校園。

### 最後一年
在大學的最後一年，布朗與詹姆斯·奧古斯汀合作為球隊得到26勝7負的成績。前3年由於德隆·威廉士擔任球隊中的控球後衛，因此布朗轉為擔任得分後衛。但隨著威廉士加盟NBA。布朗亦轉回控球後衛位置.他的最後一場比賽是NCAA籃球賽第二輪中以64:67敗於華盛頓大學。然後他便參加了2006年NBA選秀。

## NBA生涯
在2006年NBA選秀，布朗以第2輪46順位被猶他爵士選中。不過球隊沒有為他提供一份合約。他參加了爵士隊的訓練營，在那裡他需要與其他無參加選秀的球員競爭一紙合約。最終他成功獲得合約，亦代表他可再之與德隆·威廉士合作。
他首場的職業球賽是於2006年11月14日對洛杉磯快艇隊。他透過罰球奪得職業賽第一分。在第一個月他於爵士隊的17場比賽中打了8場。
在爵士隊3名新秀中，他獲得的出場機會最少的。因為球隊及球壇對於第一輪選中的羅尼·布魯爾有較大期望。而比布朗後一順位選中的保羅·米爾薩普有驚人的表現。所以於第一季中只有1.9分及1.7次助攻。在2007年NBA季後賽中，他本沒有太多出場機會，但在第二輪對金州勇士第一場的比賽中，由於德里克·費舍爾缺陣及戈登·吉里塞克表現不隱。總教練傑里·斯隆決定起用羅尼·布魯爾及布朗於各節末段上陣，以減輕其他球員的上陣時間。在最後一節，由於德隆·威廉士已有5次犯規，斯隆決定找布朗擔當其位置，在短短數分鐘內布朗作出了一次重要助攻給予梅米特·奧庫。亦於關鍵時間在多個敵方防守下成功上籃拿下4分，而且其中一球為一打二快攻，顯出了其籃球技術。
但可惜於二日後的對金州勇士第二場的比賽中。當布朗協防對手時被撞跌，不巧撞向正在爭搶籃板球的隊友梅米特·奧庫。結果奧庫向前倒下而且壓向布朗的頸部，其頸部受創而且表現非常痛苦，在球場上躺了數分鐘後由擔架抬走。幸其神經測試反應正常，不致永久性傷害。但於該球季後，由於猶他爵士再簽下3名後衛，布朗認為自己的上陣機會更微，因此轉投了一土耳其球會。

## 其他
- 布朗身上有一個NBA標誌的紋身。

## 外部連結
- 球員檔案@NBA.com （页面存档备份，存于）
- 個人簡介@fightingillini.com
- 球員檔案@ESPN.com （页面存档备份，存于）